# KW Sagittarii

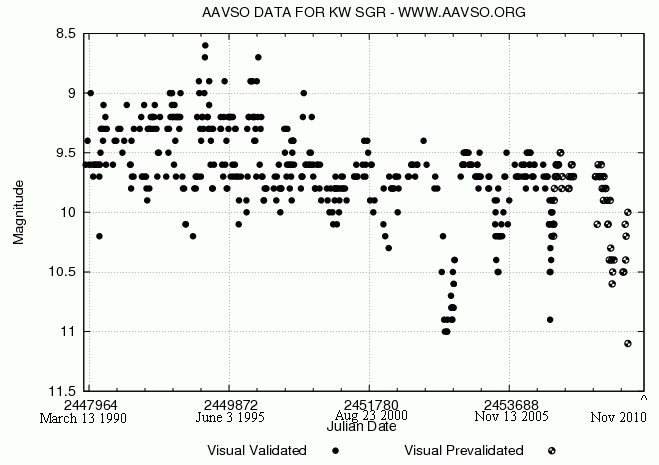
Lichtkromme van KW Sgr

KW Sagittarii is een rode hyperreus in het sterrenbeeld Sagittarius, op een afstand van ongeveer 7500 lichtjaar. De ster heeft een radius van 1.460R☉, wat het een van de grootste bekende sterren maakt.